# 石雨傘
23°10′35″N 121°24′06″E / 23.17639°N 121.40167°E

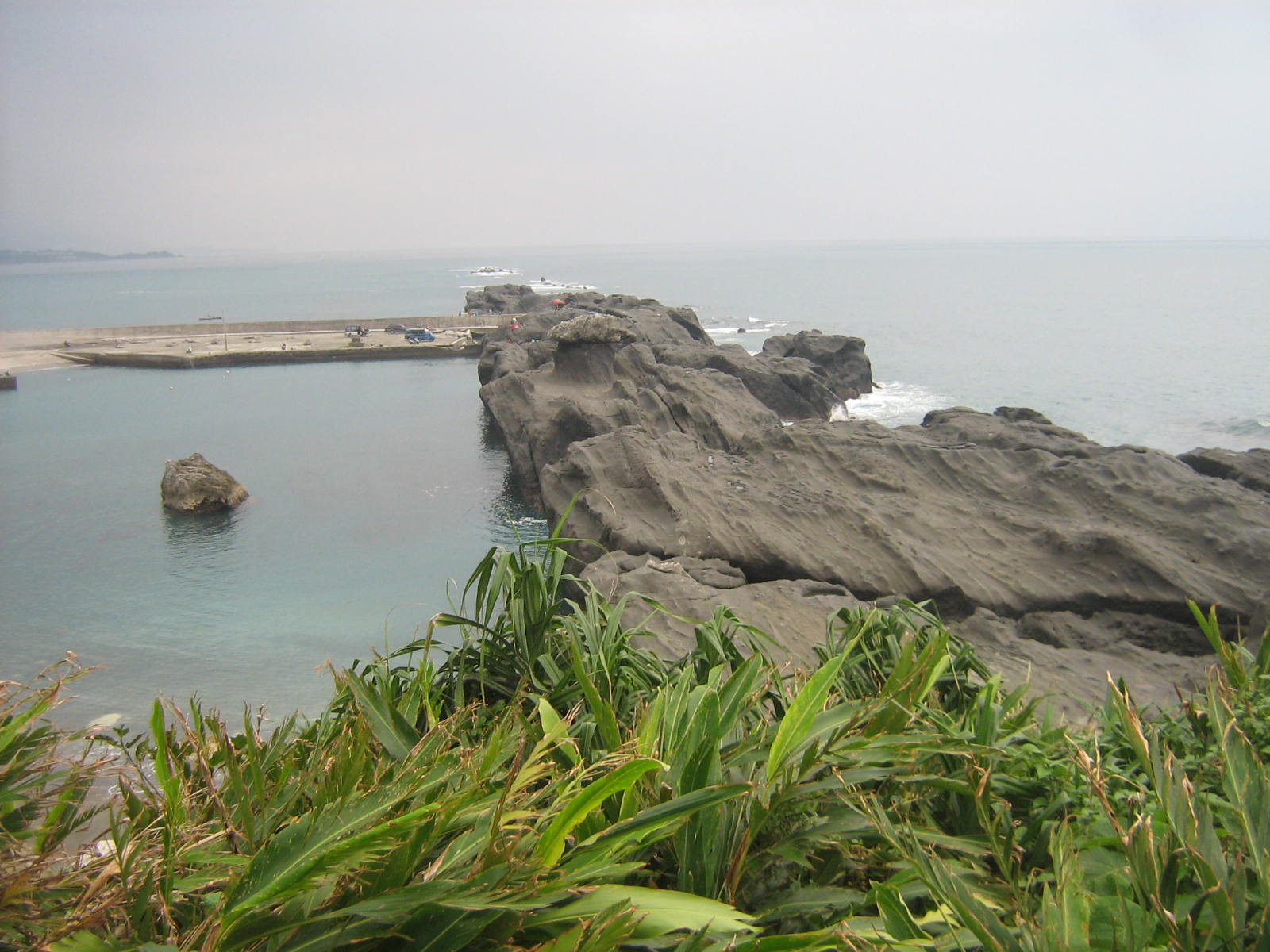
石雨傘景觀

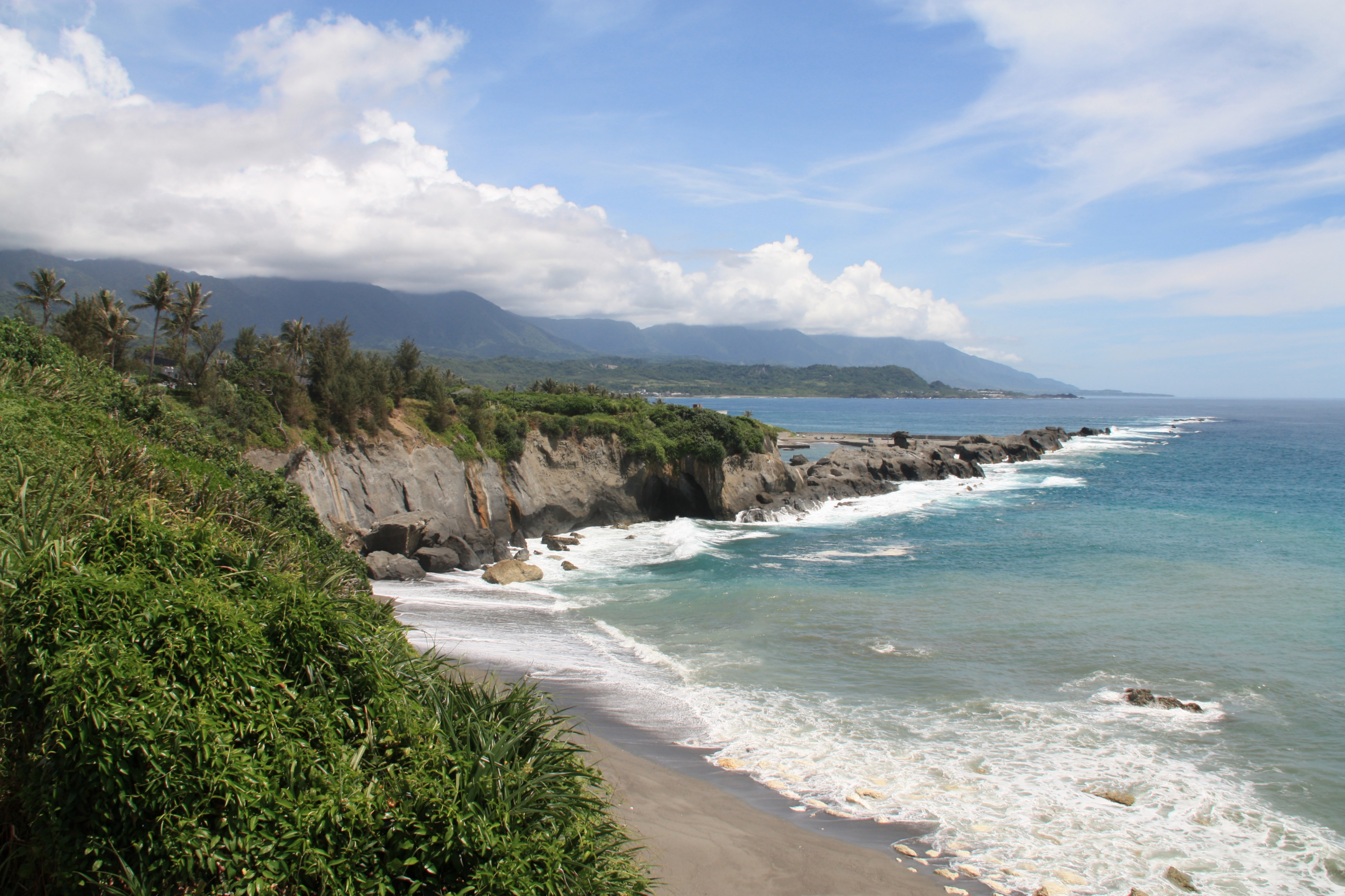
石雨傘

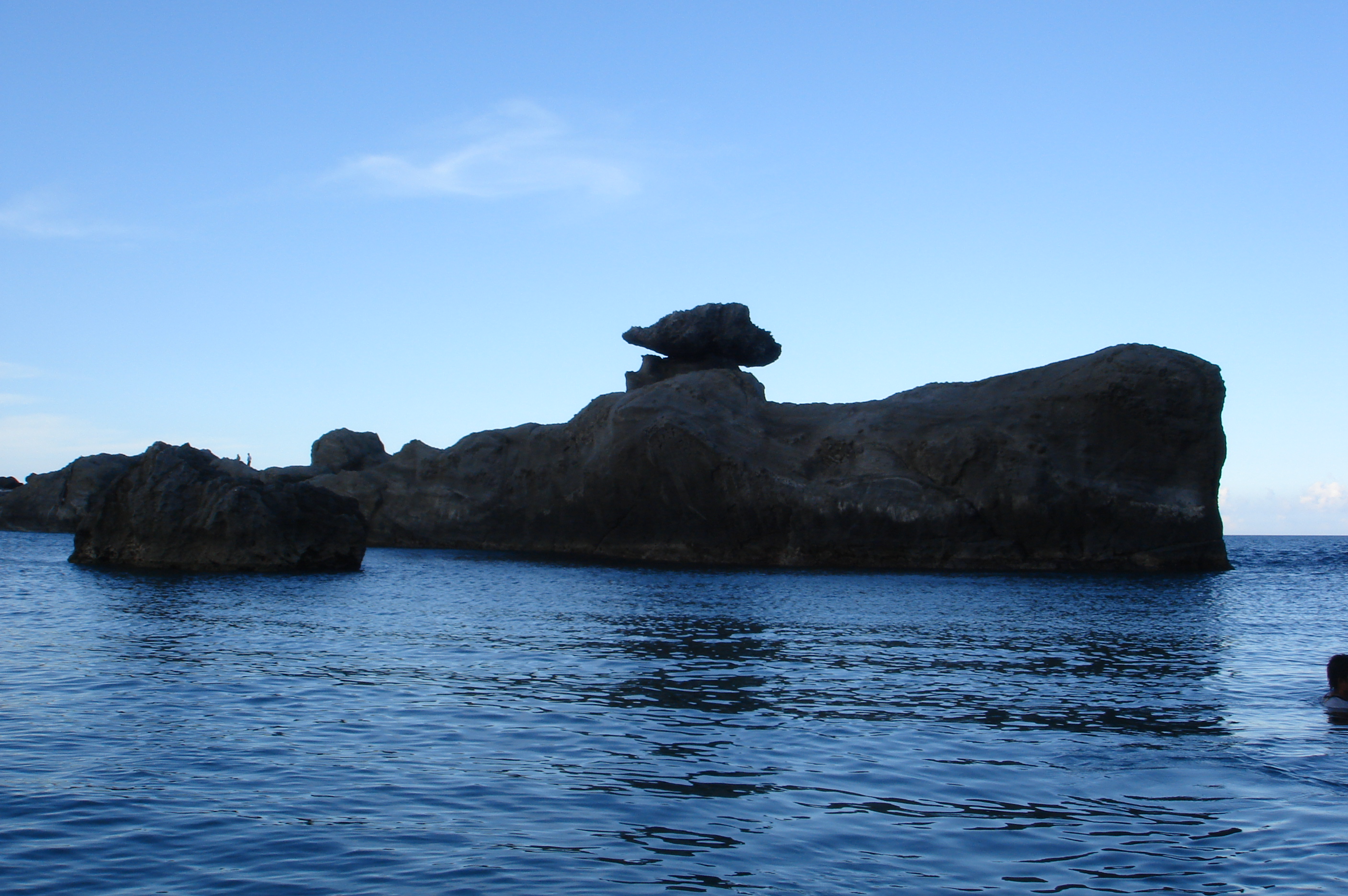
石雨傘

石雨傘坐落於台灣台東縣成功鎮北邊約十公里處，因附近以有一隆起岩礁（石空鼻）延伸入海，其中有一塊大岩石（平衡岩）狀如雨傘，故稱之。阿美族稱此地為「Awawan」，因昔日南來北往的人經過此地，必須穿越岩礁近海處的一洞穴，而每當有人通過洞穴時，就會聽到’aw’aw的聲音，後來便以Awawan為此處地名。

## 地形
屬於石灰石隆起的海蝕地形，狹長岩岬、礁石、海蝕地貌，向東北方向斜伸入海長達一公里，狀似象鼻。突岬之岩質屬大港口層之礫岩，其間的鬆軟部分長期受到海水侵蝕而分成數段，有中空的海蝕門景觀，當地人稱它為石空鼻。

## 石雨傘
為平衡岩，由一塊較細長的岩石，懸空向上，托住了一塊較大的岩石，所形成的一種特殊的平衡結構。形成的原因是上下的岩石質地不同，上方屬較堅硬的珊瑚礁岩，下方則為稍弱的礫岩，經日積月累差異侵蝕的結果，變成下面較細、上面較粗的模樣。
石雨傘觀景亭旁有木棧步道可到達，站在海水清澈的小灣澳，從這裡看過去的石雨傘，彷如佇立在一頭鯨魚身上。

## 石雨傘漁港
石雨傘漁港建於臺東縣成功鎮石雨傘礁石(石傘澳)內，又名石傘澳漁港，原設籍漁船數為6艘，目前該漁港已廢棄無人管理，行政院海岸巡防署東部地區巡防局原設置的石雨傘安檢所也一併裁撤，但仍有當地居民將膠筏停靠於此地。
石雨傘漁港興建於1985年（民國74年）起開始興建。共建有泊地0.88公頃，碼頭116公尺，防波堤115公尺以及曳船道3000平方公尺。
由於石雨傘漁港港口為利用石雨傘礁石上的凹陷處形成天然航道連接至太平洋，然而因天然港口至泊地之間的距離太短，導致每當颱風來臨時波浪容易侵入港區泊地，因此泊地內波浪明顯欠穩靜，停在此處的漁筏須曳引上岸停放。

## 交通

### 省道
- 台11線：花東海岸公路

### 客運
- 興東客運（原鼎東客運海線）
- 花蓮客運

## 資料來源
1. ↑  .   [2023-04-20]. （原始内容存档于2023-04-23）.
2. ↑  .   [2023-04-20]. （原始内容存档于2023-05-28）.
3. ↑  .   [2023-04-20]. （原始内容存档于2023-04-25）.
4. ↑  .   [2023-04-20]. （原始内容存档于2023-04-23）.